# Ramonville-Saint-Agne
Ramonville-Saint-Agne – miejscowość i gmina we Francji, w regionie Oksytania, w departamencie Górna Garonna. Nazwa miejscowości pochodzi od imienia św. Aniana.
Według danych na rok 1990 gminę zamieszkiwały 11 834 osoby, a gęstość zaludnienia wynosiła 1 832 osoby/km² (wśród 3020 gmin regionu Midi-Pireneje Ramonville-Saint-Agne plasuje się na 19. miejscu pod względem liczby ludności, natomiast pod względem powierzchni na miejscu 1370.).